# Unidad del Pueblo
Unidad del Pueblo (UP) es un partido de izquierda nacionalista canaria fundado en 1998.

## Objetivos
UP tiene como objetivo la independencia de las Islas Canarias y la construcción la sociedad socialista. El partido defiende el papel protagonista de la clase obrera en el proceso de conseguir sus objetivos.

## Historia
UP se fundó por antiguos miembros de otros partidos nacionalistas canarios de izquierda. Unidad del Pueblo formó parte de Alternativa Popular Canaria (APC) desde 2002 hasta 2005, cuando surgen divergencias entre las dos organizaciones políticas. En las elecciones municipales UP obtuvo un concejal en el 1999 y 2003 en Santa Lucía de Tirajana.
Desde 2007 UP empezó a presentar candidaturas en todas las elecciones de las Islas Canarias. El partido consiguió 1400 votos en las elecciones regionales de aquel año y 1800 en las municipales, perdiendo el único concejal que el partido tuvo. En 2009 fue uno  de los partidos que apoyó la candidatura Iniciativa Internacionalista en las elecciones europeas. En las elecciones europeas de 2014 UP apoyó la coalición Los Pueblos Deciden. En las elecciones locales de 2015 el partido concurre en coalición con Izquierda Unida Canaria, Alternativa Republicana y Los Verdes, obteniendo un concejal de ciudad (Antonio Ordóñez Sánchez) en Santa Lucía de Tirajana.

## Elecciones generales de España de 2023
- Para intentar frenar la ley eletoral y obtener representación en el Congreso de los Diputados y Senado Coalición Canaria, Nueva Canarias-Bloque Canarista y Ahora Canarias concurrirán unidos al Congreso y Senado por todas las circunscripciones de Canarias.
- Unidad del Pueblo va integrado en Ahora Canarias a Elecciones generales de España de 2023, Autonómicas 2023 y Cabildos Insulares 2023. En municipales 2023 fue en solitario o con acuerdos puntuales.